# Franco Merli
Franco Merli, född 31 oktober 1956 i Rom, död där 17 maj 2025, var en italiensk skådespelare främst känd för roller i filmer av Pier Paolo Pasolini och Ettore Scola.
Han arbetade på en bensinstation när han 1973 upptäcktes av Pasolini som letade efter en ung man för huvudrollen Nur Ed Din i den planerade filmen Tusen och en natt. Filmen var framgångsrik och Merli fick en roll i Gianni Martuccis La collegiale varefter han spelade i Pasolinis Salò, eller Sodoms 120 dagar och rollen som prostituerad transvestit i Fula, skitiga och elaka. Mot slutet av 1970-talet fick Merli svårare att få filmroller, men 2006 medverkade han i Pasolini prossimo nostro, en dokumentärfilm om Pasolini och inspelningen av Salò.

## Filmografi
- 1974: Tusen och en natt (Il fiore delle mille e una notte)
- 1975: La collegiale
- 1975: Salò, eller Sodoms 120 dagar (Salò o le 120 giornate di Sodoma)
- 1976: Fula, skitiga och elaka
- 1979: Il malato immaginario
- 2006: Pasolini prossimo nostro